# Badungsundet

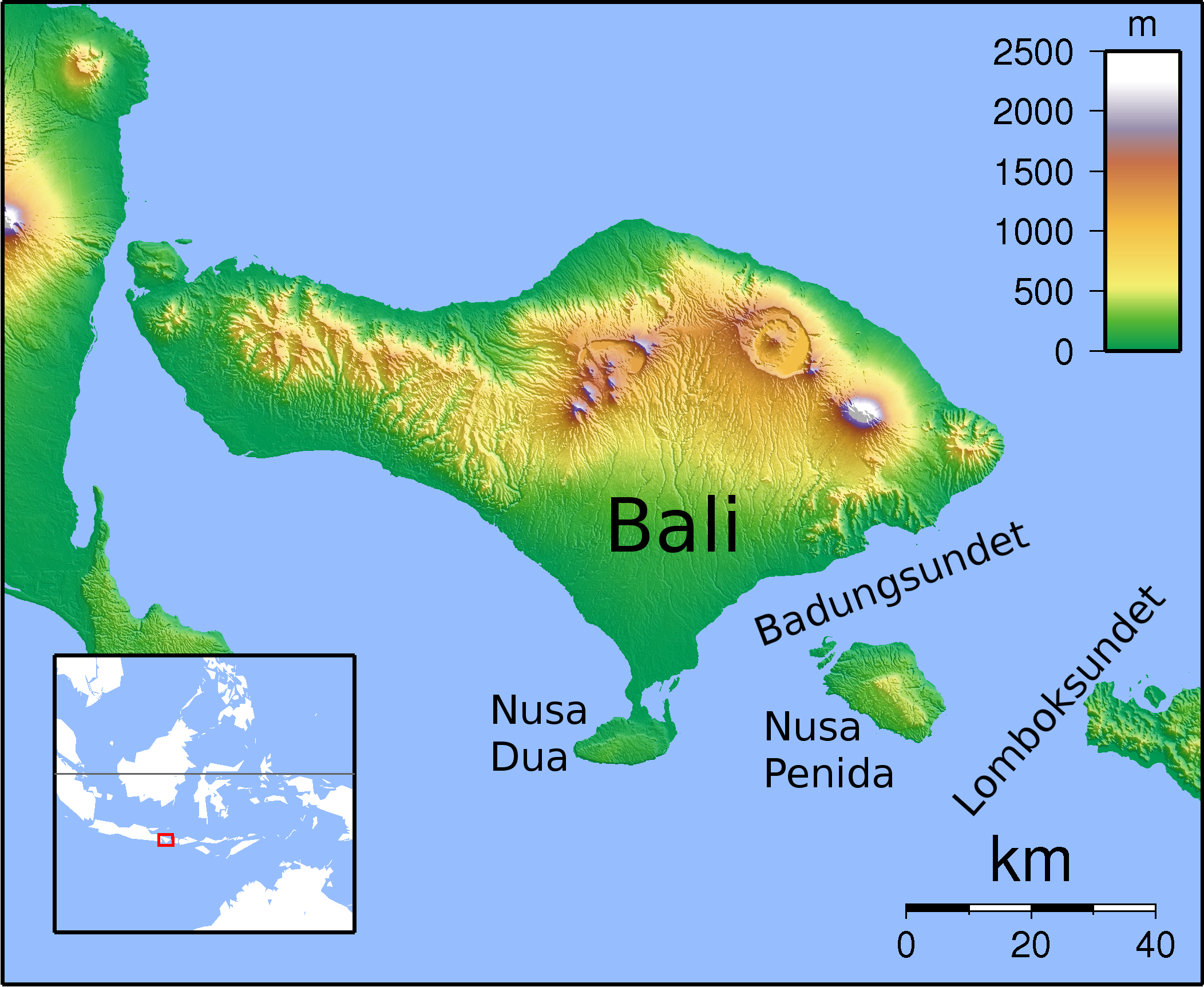
Badungsundet ligger omedelbart sydost om Bali, innanför ön Nusa Penida.

Badungsundet är ett sund mellan de indonesiska öarna Bali och Nusa Penida. Det är ungefär 60 kilometer långt och 20 kilometer brett.
I februari 1942 utkämpades slaget om Badungsundet här.